# طالب جوهري
طالب جوهري (27 أغسطس 1929 - 21 يونيو 2020) باحث إسلامي وشاعر ومؤرخ وفيلسوف شيعي باكستاني. يشتهر على نطاق واسع بكونه من أبرز علماء الشيعة ومن المؤيدين للوحدة الشيعية السنية في باكستان. عرضت خطبه على شبكة بي تي في.
وُلد في مدينة باتنا الهندية يوم 27 أغسطس 1929. هاجر إلى باكستان مع والده، ثم ذهب إلى النجف في العراق لدراسة العلوم الدينية. كان من تلاميذ أبو القاسم الخوئي، ومحمد باقر الصدر. وكان زميلاً في الصف لعلي السيستاني على الرغم من أن السيستاني كان أكبر منهم بقليل.[بحاجة لمصدر]

## وفاته
توفي يوم الأثنين 22 يونيو 2020 في مدينة كراتشي الباكستانية عن عمر ناهز 91 عامًا. وكان قد نقل إلى المستشفى في وحدة العناية قبل 15 يومًا من وفاته.